# Lost Moon: The Perilous Voyage of Apollo 13

Lost Moon: The Prilous Voyage of Apollo 13 (publicado em capa mole como Apollo 13) é um livro de não ficção publicado em 1994 pelo astronauta Jim Lovell e o jornalista Jeffrey Kluger, sobre a missão Apollo 13, comandada por Lovell. O livro é a base do filme Apollo 13, dirigido por Ron Howard.
Lovell foi inicialmente aproximado por Kluger em 1991, sobre a colaboração. Fred Haise não tinha interesse e Jack Swiger havia morrido de câncer em 1982.